# Christine McCrea
Christine McCrea es una jinete estadounidense que compitió en la modalidad de salto ecuestre. Ganó dos medallas de oro en los Juegos Panamericanos de 2011, en las pruebas individual y por equipos.

## Palmarés internacional
| Juegos Panamericanos | Juegos Panamericanos | Juegos Panamericanos | Juegos Panamericanos |
| Año                  | Lugar                | Medalla              | Categoría            |
| -------------------- | -------------------- | -------------------- | -------------------- |
| 2011                 | Guadalajara (México) | Medalla de oro       | Individual           |
| 2011                 | Guadalajara (México) | Medalla de oro       | Por equipos          |